# Neheb
Neheb – znany wyłącznie z imienia władca Dolnego Egiptu z okresu predynastycznego (koniec IV tysiąclecia p.n.e.). Imię jego widnieje jako szóste z kolei w najwyższej linii kamienia z Palermo, bazaltowej steli zawierającej roczniki od czasów mitycznych do V dynastii, po Czeszu, a przed Waznerem. Nie został potwierdzony w żadnym innym źródle. Jego panowanie jest zatem podważane – możliwe, że był jedynie postacią mityczną lub nawet całkowicie zmyśloną.

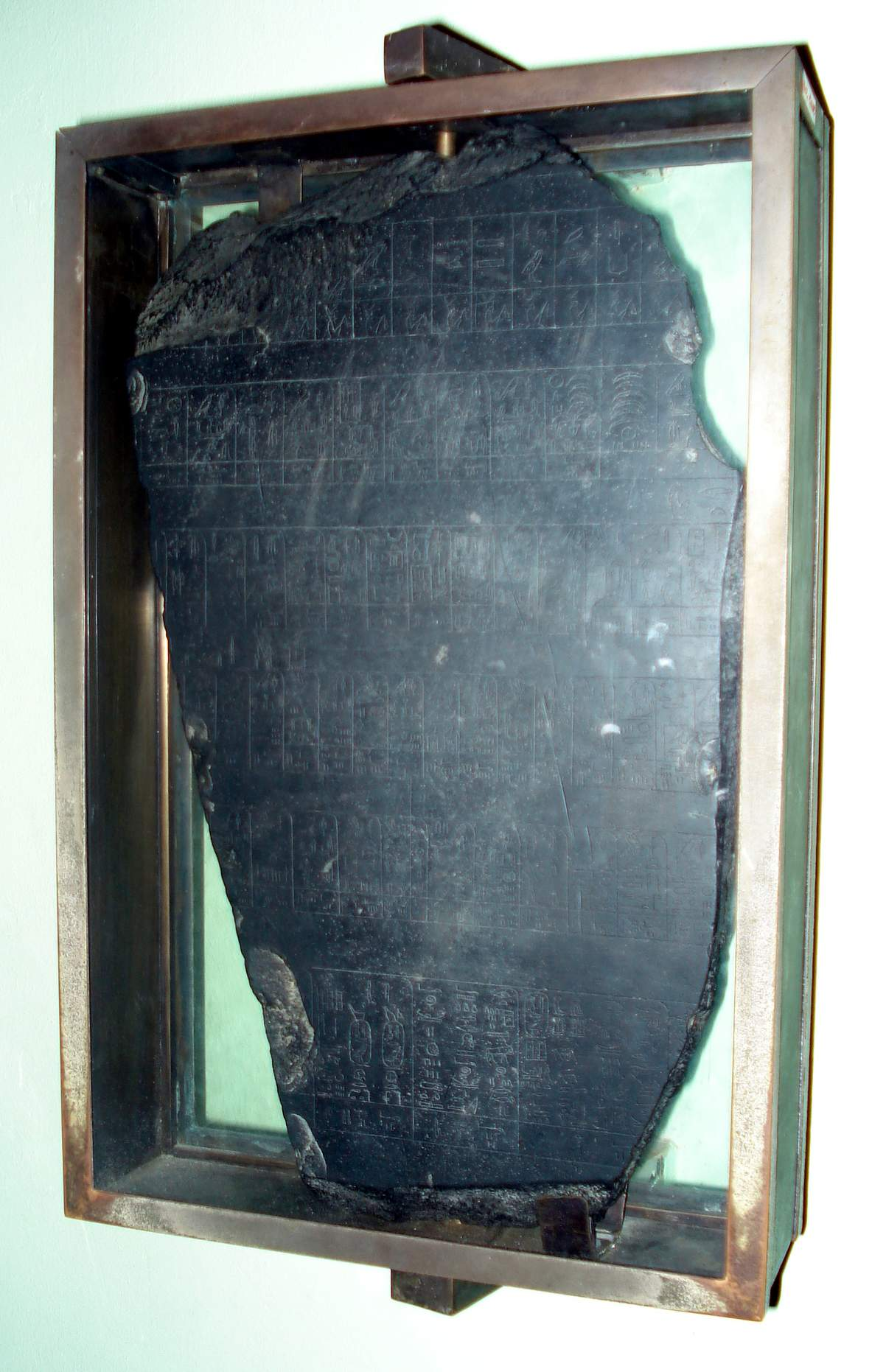
Kamień z Palermo

 Jego imię można przetłumaczyć jako Należący do Pługa.